# Подгайская, Ольга Сергеевна
Ольга Сергеевна Подгайская (род. 21 марта 1981 года, город Караганда, Казахстан) —  композитор, органист. Автор симфонических произведений, сочинений для солистов, хора и оркестра, инструментальных ансамблей, музыки для театра и кино.

## Биография
Родилась в г. Караганда (Казахстан) в 1981 году. В 1996 семья переехала в Беларусь, в город Лида.
- 2000 г. закончила Лидское музыкальное училище (музыковедение),

- 2005 г. закончила Белорусскую государственную академию музыки(композиция, орган),

- 2006-м закончила магистратуру (композиция),

- 2008-м – ассистентуру-стажировку (орган).

С 2013 года является музыкальным директором фестиваля современной музыки и немого кино „Кинемо” в Минске. Участник и основной композитор коллектива „Five-storey ensemble”. Кроме композиторской деятельности, активно ведёт концертную деятельность. Является инициатором многочисленных событий, связанных с современной музыкой в Беларуси.
В 2021 году находилась на резиденции в компании „SashaWalts & Guests”, в 2022 была участницей стипендиальной программы центра Арво Пярта.
В 2021 году переехала жить в Варшаву (Польша) 
Участница ансамблей новой камерной музыки "Five-storey ensemble" и "Rational diet".; 
Член Белорусского союза композиторов с 2007 года.;

## Признание
- Лауреат международного конкурса органистов в Санкт-Петербурге (2004 г.)[1]
- Лауреат международного конкурса композиторов им. А. Петрова (Санкт-Петербург, 2014)[3]
- Финалистка программы для кинокомпозиторов "Envision sound" (Киев, 2019).
- Стипендиатка программы министерства культуры Польши „GaudePolonia” (2016, 2022)

## Избранные сочинения

### Сценические произведения
- «O:1» Опера-буффа в одном действии (2014)[4]
- «Дикая охота короля Стаха»  опера по одноименной повести Владимира Короткевича. Премьера в театре Барбикан, Лондон (2023)[5]

### Вокально-инструментальная музыка
- Кантата в честь св. Роха для двух солистов, хора, камерного ансамбля и органа (2005)
- «Дзякуй Богу што вясна прыйшла» для народного хора и камерного оркестра (2012)
- «Рыба и небо» для смешанного хора и камерного хора (сл. А.Введенского, 2013)

### Оркестровая музыка
- «Tortor lamentabilis» (2004)[2]
- «Uroboros» (2006)[2]
- Концерт для органа с оркестром (2008)[2]
- «Капитан планет» концерт для органа с оркестром (2008)[2]
- «Не тот город» для цимбал, клавесина и камерного оркестра (2011)
- «Туман» для органа с оркестром (2014; по заказу IX Международного фестиваля Юрия Башмета)[6][7]
- «Капитан планет» для органа с оркестром (2018)[8]

### Камерно-инструментальная музыка
- «Солнце сгорело» для валторны, маримбы и фортепиано (2002)
- «Превращение» для клавесина (2006)
- Пассакалия «Innhaaa» для 15-ти исполнителей (2007)[2]
- «Эпитафия» для 2-х скрипок, фагота и органа (2010,переложение для двух скрипок и камерного оркестра, 2012)[2]
- «Покровитель» для гобоя, ударных и фортепиано (2011, 2-я ред. для камерного ансамбля, 2013)
- «Дорога вдали от суеты – вот место, где смерть помогает жизни» для скрипки и фортепиано (2013)
- «Долина лунных цветов» для 2-х мандолин и фортепиано (2014)

#### Произведения для фортепиано
- Фортепианный цикл «Окна» (2001)
- «День шпиона» для двух фортепиано (2009)[2]
- «Секретари» для пианистов (2011)
- «Макао» (2014)

#### Произведения для органа
- Соната «Alias» (2006)[2]
- «Прелюдия и пароход» (2007)[2]
- Ноктюрн (2008)[2]
- «Orgelzeit» («Время органа», 2009)[2]
- «Хор у ворот» (2010)[2]
- «Фата-моргана» (2014)[2]

#### Пьесы для органа и друга органиста
- «Тот, чьё имя не называют», «Мистер Коляда», «Три тишины», «Дорога вдали от суеты, «Alleluia» (2011 - 2013)
- «Солнце сгорело» для валторны, маримбы и фортепиано (2002)
- «Отсутствующий гром» для скрипки и органа (2013г)

### Вокальная музыка
- «Шесть дней молчания» для голоса, тубы, кларнета, литавр, виолончели и вибрафона (2006)[2]
- «В пяти шагах» для голоса и органа (2009)[2]
- «Снег лежит…» для сопрано, баритона и органа на слова А. Введенского (2009)[2]
- «Будем думать в ясный день» на слова А. Введенского (2010)[2]

### Прикладная музыка
- Музыка к спектаклю «Звонитьлететь» по произведениям Д. Хармса (2010, реж. О. Гайко)[9]
- Музыка к спектаклю «Настя» по рассказу Владимира Сорокина (2022, реж. Юрий Диваков)[10]
- Музыка для ансамбля солистов к фильму «Возница» (Швеция, 1921, реж. Виктор Шёстрём )[11]
- Музыка для камерного оркестра к фильму «Жилец» (Великобритания,1926, реж. Альфред Хичкок)[11]
- Музыка для камерного оркестра и хора к фильму «Фауст» (Германия, 1926, реж. Фридрих Вильгельм Мурнау)